# Орельское (Днепропетровская область)
Орельское (укр. Орільське, до 2024 года — Партизанское) — село, Партизанский сельский совет, Днепровский район,
Днепропетровская область, Украина.
Код КОАТУУ — 1221486601. Население по переписи 2023 года составляло 2389 человек.
Является административным центром Партизанского сельского совета, в который не входят другие населённые пункты.

## Географическое положение
Село Партизанское находится на левом берегу реки Орель, выше по течению на расстоянии в 1,5 км расположено село Баловка, ниже по течению на расстоянии в 2 км расположен пгт Обуховка.
Через село проходит автомобильная дорога Р-52.

## Экономика
- ЗАО «Днепропетровский цементный завод».
- ООО «Метинвест-СМЦ».
- ООО «Производственный комплекс „Укрсолод“».
- «Промарматура», АО.
- АО «ЮНИКОН».

## Объекты социальной сферы
- Школа.

## Галерея

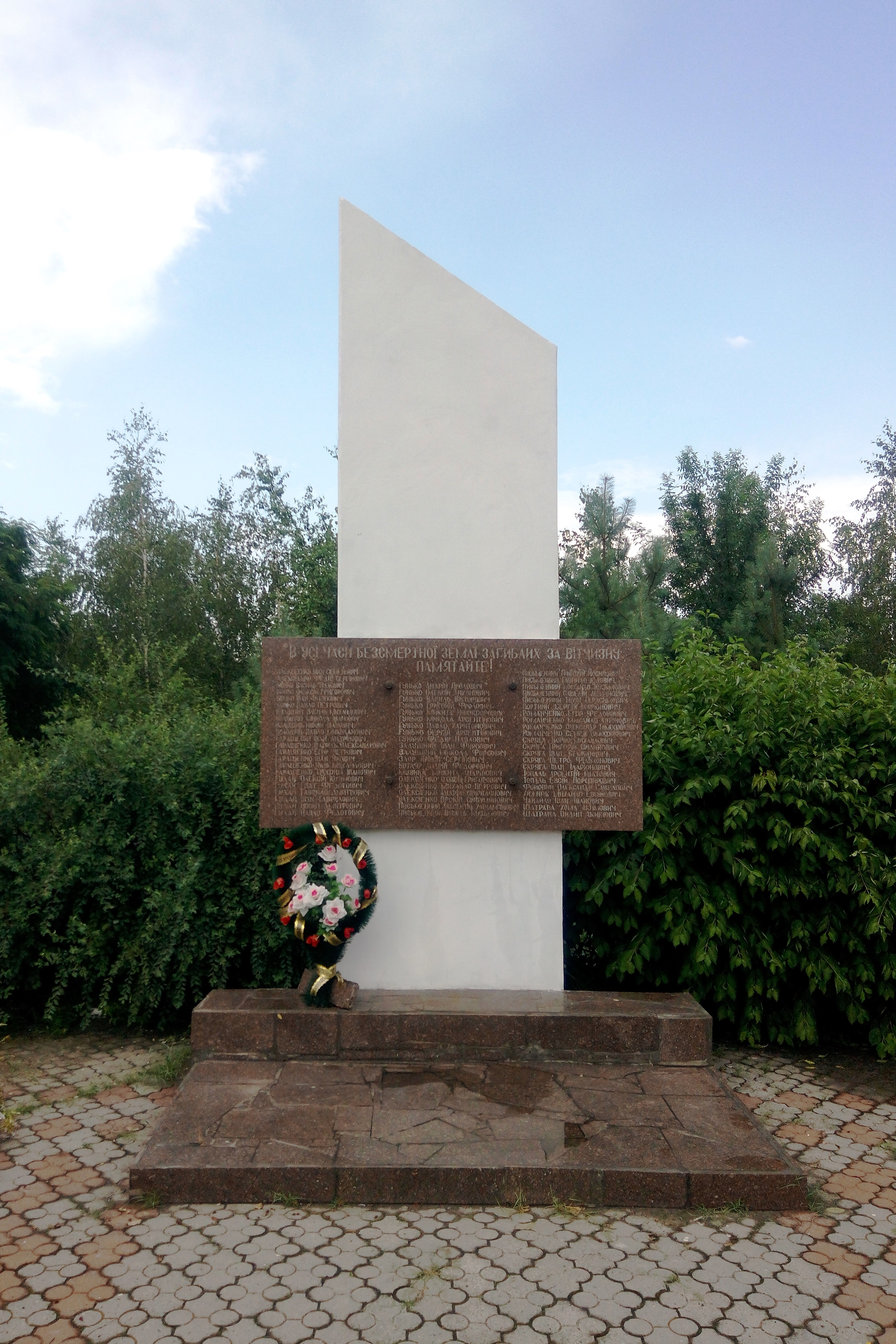
Военный мемориал погибшим советским воинам
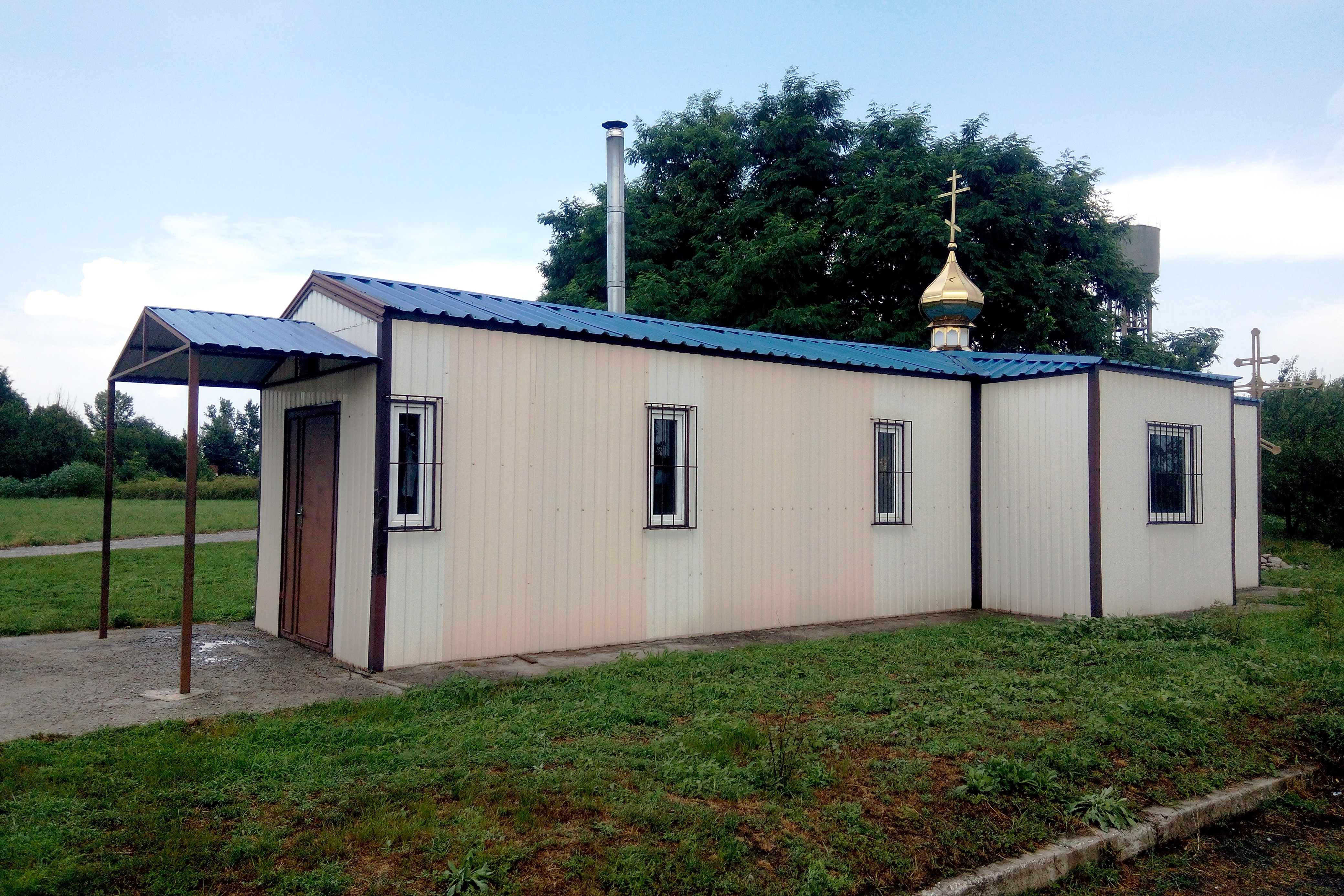
Церковь
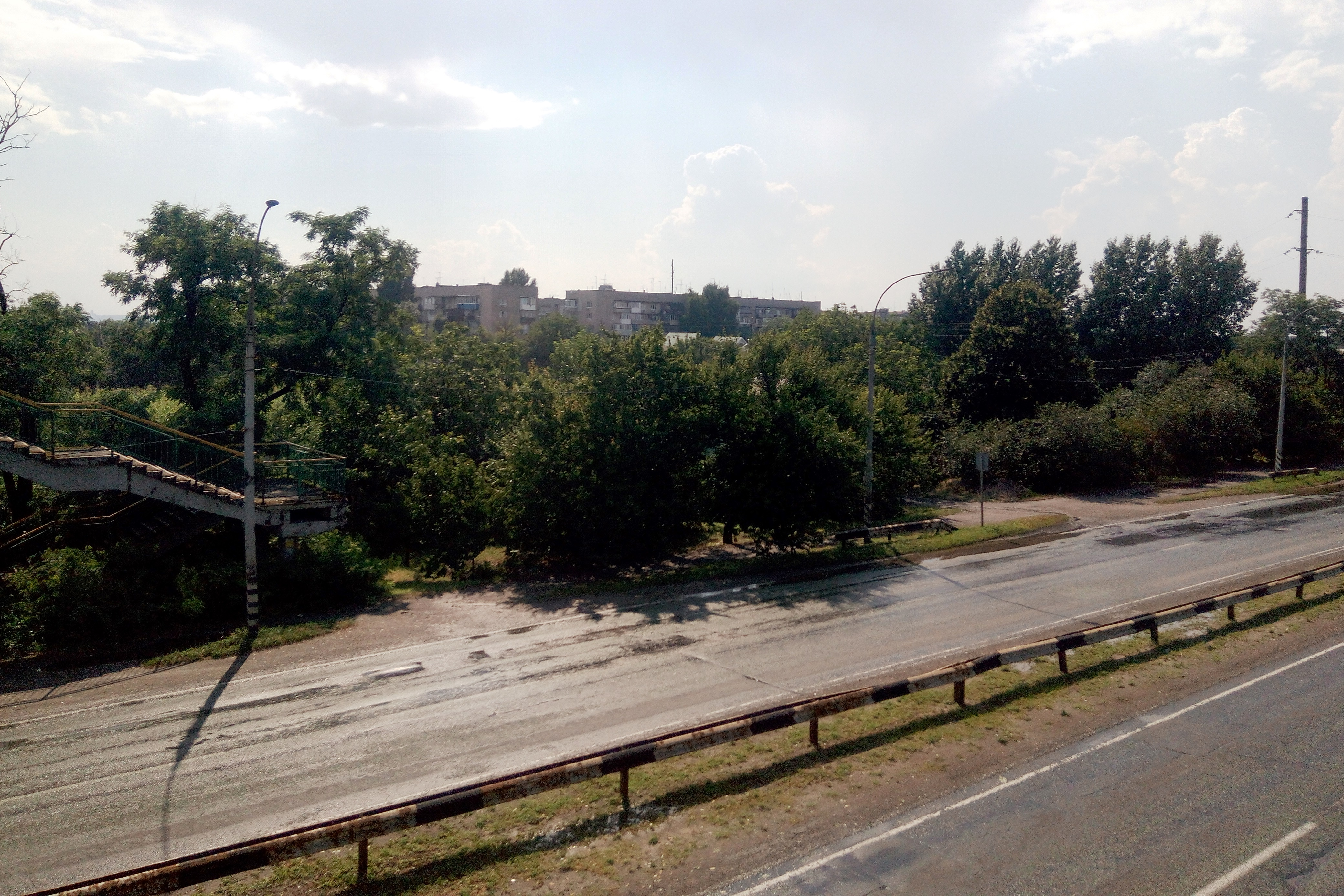
Вид на Партизанское и трассу Днепр - Решетиловка
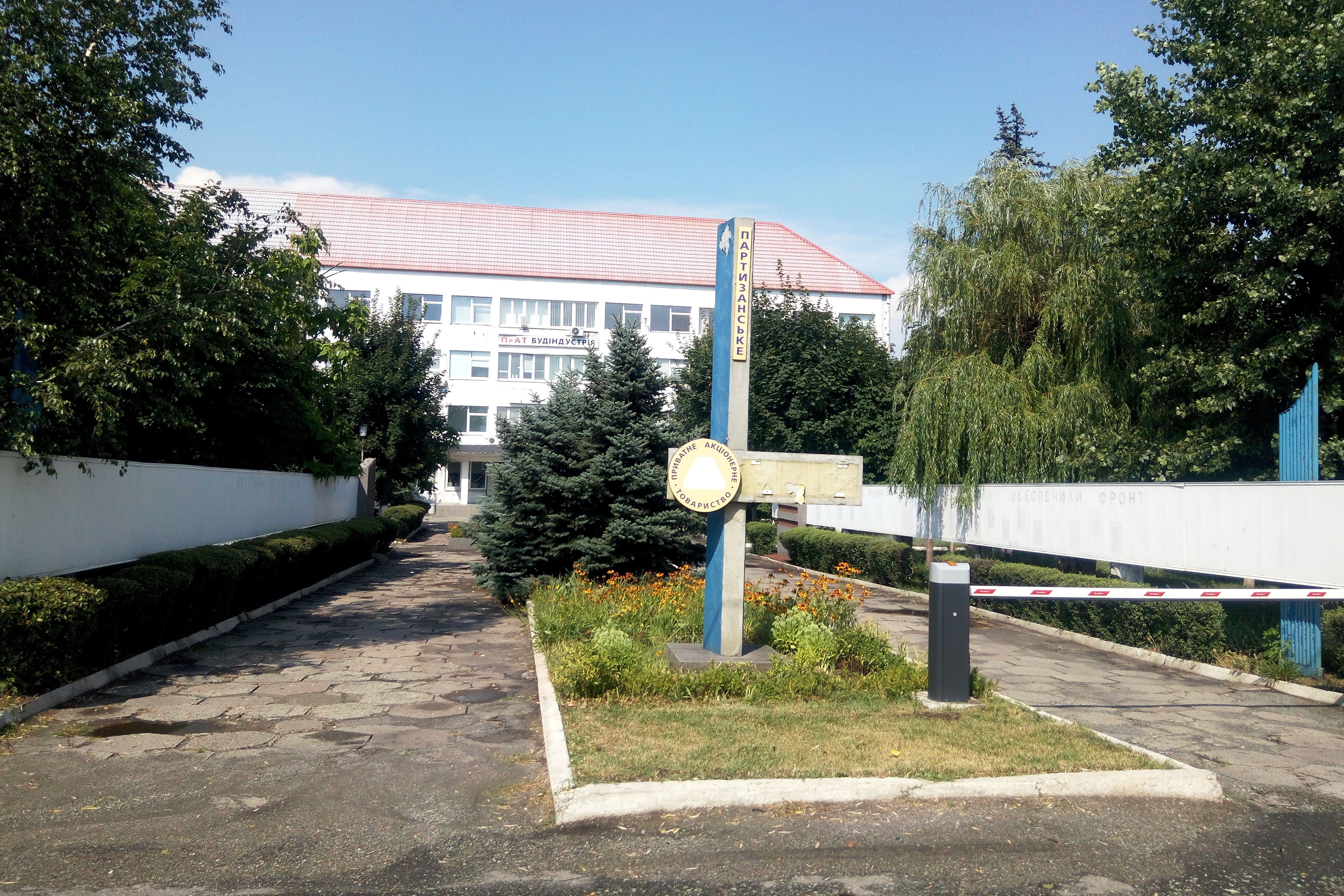
ЧАО "Партизанское"